# フクロモグラ形目
フクロモグラ形目（Notoryctemorphia）またはフクロモグラ目は哺乳綱-有袋類-オーストラリア有袋類に分類される目。単型のフクロモグラ科（Notoryctidae）のみからなる。現生種はフクロモグラとキタフクロモグラの2種。

## 下位分類
現生種の分類・英名はGroves (2005)、化石種はArcher et al. (2011)、和名は川田ほか (2018)による。
- †Naraboryctes Archer et al., 2011
  - †Naraboryctes philcreaseri Archer et al., 2011
- フクロモグラ属 Notoryctes Stirling, 1891
  - Notoryctes caurinus Thomas, 1920 キタフクロモグラ Northern marsupial mole
  - Notoryctes typhlops (Stirling, 1889) フクロモグラ Southern marsupial mole